# Springsteen (песня)
«Springsteen» — песня американского кантри-певца Эрика Чёрча, вышедшая 21 февраля 2012 года в качестве 3-го сингла с его третьего студийного альбома Chief (2011). Чёрч написал эту песню вместе с Джеффом Хайдом и Райаном Тинделлом. Песня была навеяна воспоминаниями о девушке и песне другого исполнителя, но он решил поставить её в центр вокруг своего кумира, Брюса Спрингстина, и рассказать историю подросткового романа.
Песня «Springsteen» получила одобрение критиков за свою мелодию и сильный текст, что сделало её одной из лучших кантри-песен 2012 года. Сингл достиг 19 места в Billboard Hot 100, став первой песней Чёрча, вошедшей в Топ-20 этого чарта. Песня также возглавила американский чарт Billboard Hot Country Songs, став для Эрика Чёрча его 2-м чарттоппером после «Drink in My Hand». За пределами Соединенных Штатов песня достигла 28 места в канадском чарте Hot 100. Песня «Springsteen» получила шестикратный платиновый сертификат Американской ассоциации звукозаписывающих компаний (RIAA). Песня была номинирована на две премии «Грэмми» 12 декабря 2012 года (Best Country Song и Best Country Solo Performance), но не получила ни одной из наград на церемонии в 2013 году.
Сопровождающий клип был снят режиссёром Питером Завадилом, премьера состоялась 13 апреля 2012 года на сайте Maxim.com. В клипе Эрик Чёрч играет на инструментах в пригородном районе, а влюблённая пара проходит через взлёты и падения своих отношений.

## История
«Springsteen» сочетает ударные и синтезаторы, вместе с живой инструментальной игрой на гитарах и клавишных.
В песне, в частности, отсутствуют как скрипка, так и стил-гитара, которые являются основными характерными чертами кантри-музыки. Песня написана в тональности Ре мажор и с вокалом в диапазоне нескольких октав (A3—E5).
Эрик Чёрч написал песню вместе с Джеффом Хайдом и Райаном Тинделлом. Основой для песни послужили воспоминания одной девушки и песня другого исполнителя. Чёрч решил взять за основу песню своего кумира Брюса Спрингстина, карьерой которого он восхищается. В течение песни Чёрч делает несколько намеков на Спрингстина; он упоминает песни Спрингстина «Born to Run», «Born in the USA», «Glory Days» и «I’m on Fire». Хотя песня названа в честь Спрингстина и содержит несколько ссылок на него, она, тем не менее, рассказывает о подростковом романе. Брюс Спрингстин позже написал Эрику письмо, в котором сказал, как ему и его семье понравилась песня, и что он надеется, что Эрик и он скоро встретятся.

## Коммерческий успех
«Springsteen» дебютировал на позиции № 52 в американском кантри-чарте Billboard Hot Country Songs с 18 февраля 2012 года. 23 июня 2012 года он стал вторым чарттоппером в этом чарте после «Drink in My Hand» (2011). К январю 2013 года тираж превысил 2 млн копий и сингл получил тройной платиновый сертификат Recording Industry Association of America (RIAA). К августу 2016 года тираж достиг 2,783,000 копий.
В канадском чарте Canadian Hot 100 сингл достиг позиции № 28. 5 сентября 2012 сингл получил платиновую сертификацию в Канаде, а 11 июля 2013 уже 2-кратную платиновую сертификацию за тираж более 80,000 копий.

## Отзывы
Песня «Springsteen» получила положительные отзывы музыкальной критики и интернет-изданий: Billy Dukes из журнала Taste of Country (5 из 5 звёзд, назвав «лучшей песней с одного из лучших кантри-альбомов 2011 года», Matt Bjorke из журнала Roughstock (5 из 5 звёзд, написав, что «сильная лирика и драйв, перкуссионная мелодия приносит Эрику ту доступность, которой у него раньше не был», Noah Eaton из журнала Country Universe (A-, сказав, что «великолепный, горько-сладкий гимн, который, вероятно, заставит даже закаленные сердца улыбнуться и слушать», Thom Jerek с сайта Allmusic («искусная мелодия»). Журнал American Songwriter выбрал текст этой песни в качестве лучшей лирики недели в дату с 11 июня 2012 года.
Steven Hyden из журнала The A.V. Club («песня отражает способность музыки возрождать забытые эмоции из прошлого»). Сам Брюс Спрингстин собственноручно написал письмо-заметку на обратной стороне сет-листа. Чёрч получил письмо от Спрингстина после шоу 19 августа 2012 года. В нём Спрингстин объяснил свою любовь и любовь своей семьи к этой песне, и он надеялся, что в какой-то момент их пути пересекутся. Чёрч был удивлен, получив это письмо, и сказал, что «это длинная записка, занимает всю заднюю страницу сет-листа его шоу, длящегося 3 часа и 47 минут».
Rolling Stone включил «Springsteen» с свой «Список лучших кантри-список всех времён» (№ 58 в 100 Greatest Country Songs of All Time), где из кантри-песен XXI века выше были только треки «Before He Cheats» (№ 57, Carrie Underwood), «Alcohol» (№ 54, Brad Paisley), «Follow Your Arrow» (№ 39, Kacey Musgraves) и «Mean» (№ 24, Тейлор Свифт).
Песня 12 декабря 2012 года была номинирована на две премии Грэмми в категориях Лучшее сольное кантри-исполнение и Лучшая кантри-песня, но уступила обе награды на церемонии 2013 года песне «Blown Away» Кэрри Андервуд.
В 2024 году Rolling Stone поместил песню на 58-е место в своем рейтинге 200 величайших кантри-песен всех времен.

## Награды и номинации
American Country Awards
American Country Awards
| Год  | Номинируемая работа | Категория                                                      | Результат |
| ---- | ------------------- | -------------------------------------------------------------- | --------- |
| 2012 | «Springsteen»       | Song of the Year (авторство вместе с Jeff Hyde и Ryan Tyndell) | Победа    |

CMA Awards
2012 Country Music Association Awards
| Год  | Номинируемая работа | Категория                                                      | Результат |
| ---- | ------------------- | -------------------------------------------------------------- | --------- |
| 2012 | «Springsteen»       | Single of the Year                                             | Номинация |
| 2012 | «Springsteen»       | Music Video of the Year                                        | Номинация |
| 2012 | «Springsteen»       | Song of the Year (авторство вместе с Jeff Hyde и Ryan Tyndell) | Номинация |

Grammy Awards
2013
| Год  | Номинируемая работа | Категория                              | Результат |
| ---- | ------------------- | -------------------------------------- | --------- |
| 2013 | «Springsteen»       | Best Country Solo Performance          | Номинация |
| 2013 | «Springsteen»       | Best Country Song (songwriter’s award) | Номинация |

ACM Awards
Academy of Country Music Awards
| Год  | Номинируемая работа | Категория                                                      | Результат |
| ---- | ------------------- | -------------------------------------------------------------- | --------- |
| 2013 | «Springsteen»       | Single of the Year                                             | Номинация |
| 2013 | «Springsteen»       | Song of the Year (авторство вместе с Jeff Hyde и Ryan Tyndell) | Номинация |

CMT Music Awards
| Год  | Номинируемая работа | Категория         | Результат |
| ---- | ------------------- | ----------------- | --------- |
| 2013 | «Springsteen»       | Video of the Year | Номинация |

Billboard Music Award
2013
| Год  | Номинируемая работа | Категория        | Результат |
| ---- | ------------------- | ---------------- | --------- |
| 2013 | «Springsteen»       | Top Country Song | Номинация |

## Музыкальное видео
Музыкальное видео снял режиссёр Peter Zavadil, премьера прошла 13 апреля 2012 на сайте журнала Maxim.

## Чарты
| Чарт (2012)                         | Высшая позиция |
| ----------------------------------- | -------------- |
| Канада (Billboard Country)          | 1              |
| Канада (Billboard Canadian Hot 100) | 28             |
| США (Billboard Hot 100)             | 19             |
| США (Billboard Hot Country Songs)   | 1              |

| Чарт (2012)                   | Позиция |
| ----------------------------- | ------- |
| Канада (Canadian Hot 100)     | 88      |
| США (Billboard Hot 100)       | 58      |
| США (Country Songs Billboard) | 9       |

## Сертификации
| Регион                                                       | Сертификация  | Продажи   |
| ------------------------------------------------------------ | ------------- | --------- |
| Канада (Music Canada)                                        | 2× Платиновый | 160 000*  |
| США (RIAA)                                                   | 7× Платиновый | 2,783,000 |
| * Данные о продажах приведены только на основе сертификации. |               |           |